# Miguel Sapochnik
Miguel Vicente Rosenberg-Sapochnik (Londres, 1 de julio de 1974) es un director argentino-inglés de cine y televisión y antiguo artista de guion gráfico. Es conocido por su largometraje de ciencia ficción Repo Men (2010) y por dirigir algunos de los episodios más aclamados de la exitosa serie dramática de fantasía medieval de HBO Juego de Tronos, por la cual recibió el premio Primetime Emmy a la mejor dirección en 2016, así como el premio del Sindicato de Directores de Estados Unidos en 2017.

## Carrera
Como artista de guion gráfico, colaboró en películas famosas como Trainspotting (1996, Danny Boyle) y El invitado de invierno (1997, debut en la dirección de Alan Rickman). En el año 2000 escribió y dirigió el cortometraje The Dreamer, así como el videoclip Beautiful Inside para la cantante Louise.
En 2010, produjo y dirigió el filme de ciencia ficción Repo Men, protagonizado por Jude Law y Forest Whitaker, en lo que supuso su debut en la dirección de cine. Desde entonces ha trabajado principalmente en series de televisión estadounidenses como Awake, Fringe, House M. D. y Mind Games.
En 2015, dirigió dos episodios de la quinta temporada de Juego de Tronos: El regalo y Casa Austera. Un año después, regresó para filmar los dos últimos episodios de la sexta temporada: La batalla de los bastardos y Vientos de invierno. Todos estos episodios fueron elogiados tanto por la crítica como por los muchos seguidores de la serie de HBO y le sirvieron para ser galardonado con el premio a mejor director en la categoría de drama en los Premios Primetime Emmy de 2016. 
En 2017, dirigió el cuarto capítulo de la serie Iron Fist y en 2018 el primer episodio de la esperada serie Altered Carbon de Netflix. También se anunció en septiembre de 2017 que dirigiría dos episodios de la octava y última temporada de Juego de Tronos. En noviembre de 2021 se estrenó su nuevo trabajo como director, Finch, película de ciencia ficción protagonizada por Tom Hanks.

## Vida privada
Miguel Sapochnik nació en una familia judía argentina y está casado desde 2006 con la actriz Alexis Raben.

## Filmografía seleccionada
- 2000: The Dreamer (cortometraje)
- 2010: Repo Men
- 2011–2012: House M. D. (6 episodios)
- 2011–2012: Fringe (2 episodios)
- 2012: Awake (episodio 1x13)
- 2014: Mind Games (2 episodios)
- 2015: True Detective (episodio 2x06)
- 2015: Masters of Sex (episodio 3x03)
- 2015–2019: Juego de tronos (6 episodios)
- 2018: Altered Carbon (episodio 1x01)
- 2021: Finch[13]
- 2022: La casa del dragón (3 episodios)